# Benerib
Benerib (auch Bener-ib) war gemäß Walter Bryan Emery die Tochter des altägyptischen Königs (Pharao) Narmer und die Gemahlin des Königs Aha während der 1. Dynastie.
Benerib ist vor allem auf Elfenbeinetiketten und Gefäßfragmenten aus dem Grab des Königs Aha in Abydos belegt. Ihr Name ist Gegenstand von Kontroversen, er wird oft auch als Imaib (auch Ima-ib) gelesen. Über ihre familiäre Position herrscht Unsicherheit, da ihrem Namen keinerlei Titulaturen beigefügt sind. Daher ist noch zu klären, ob sie nicht eher Narmers und Ahas Ehefrau oder auch nur Ahas Tochter war. Allgemein aber wird Benerib als Gemahlin von König Aha geführt. Peter Kaplony liest den Namen als Ima(t)-ib und hält sie für eine Tochter des Aha.